# Unterhaltungsshow
Als Unterhaltungsshow im engeren Sinne bezeichnet man eine nicht auf Information, sondern unmittelbar auf Zerstreuung und Entspannung abzielende Saalveranstaltung mit 
- Moderator(en) (Showmaster, Conférencier),
- attraktiven Themen, Gewinnen und/oder prominenten Gästen und
- Saalpublikum sowie häufig
- Medienpublikum vor den heimischen TV- oder Radio-Geräten.

In einem weiteren Sinne kann jedes organisierte öffentliche Ereignis der Eventkultur, also z. B. Oldtimer-Treffen, Festivals oder Wahlkampfauftritte als Unterhaltungsshow gedeutet und bezeichnet werden.

## Fernsehunterhaltung
Unterhaltungsshows sind eine wichtige Spielart innerhalb der Fernsehunterhaltung, die teils zur abendlichen Hauptsendezeit  19–22 Uhr (z. B. Wetten, dass..?), teils zur spätabendlichen Zielgruppenzeit (z. B. Die Harald Schmidt Show, Tutti Frutti) ausgestrahlt wird.
Laut Hugo Egon Balder sind die Basis-Komponenten, die einer Unterhaltungsshow "Quote" bringen: Sex, Humor und Musik.